# Rýn
Rýn (německy Rhein, francouzsky Rhin, nizozemsky Rijn, latinsky Rhenus, jméno pochází z keltského Renos) je řeka v Západní Evropě, která patří mezi nejdelší evropské řeky. Protéká postupně šesti zeměmi. Jsou to Švýcarsko (kantony Graubünden, St. Gallen, Thurgau, Schaffhausen, Curych, Aargau, Basilej-venkov, Basilej-město), Lichtenštejnsko, Rakousko (spolková země Vorarlbersko), Německo (spolkové země Bádensko-Württembersko, Hesensko, Severní Porýní-Vestfálsko, Porýní-Falc), Francie (region Alsasko) a Nizozemsko (provincie Gelderland, Overijssel, Utrecht, Jižní Holandsko). Na svém toku tvoří částečně hranici mezi na jedné straně Lichtenštejnskem, Rakouskem a Německem a Švýcarskem na straně druhé a poté také hranici Německa s Francií. Celková délka řeky činí 1238,8 km od pramenů Předního Rýnu (Vorderrhein). Velikost povodí je 224 400 km², nepočítaje v to povodí řeky Mázy, jež má s Rýnem společnou deltu.

## Průběh toku
Tok řeky je možné rozdělit na pět částí a deltu.
- Alpský Rýn (Alpenrhein) — od soutoku zdrojnic po odtok z Bodamského jezera. Vzniká u Reichenau ve švýcarských Alpách, v kantonu Graubünden soutokem Předního (Vorderrhein) a Zadního Rýnu (Hinterrhein). Přední Rýn odtéká z jezera Tuma poblíž průsmyku Oberalp a protéká kaňonem Ruinaulta. Zadní Rýn pramení u ledovce Paradies. Až k Bodamskému jezeru teče přibližně na sever.
- Vysoký Rýn (Hochrhein) — od Bodamského jezera k Basileji. Z jezera odtéká řeka na západ. Na tomto úseku se nacházejí Rýnské vodopády a poté se do Rýnu vlévá řeka Thur. Dalším přítokem je Aara, která je vůbec největším přítokem Rýnu. Více než dvojnásobně zvýší jeho průtok a šířka řeky dosahuje 200 až 300 m.

- Horní Rýn (Oberrhein) — od Basileje k Bingenu. Pod Basilejí mění řeka svůj směr ze západního na severní a přibližně 300 km teče na sever Hornorýnskou nížinou, přičemž vytváří 10 až 12 km široké terasovité údolí. Na tomto úseku v Německu přijímá zprava velké přítoky Neckar a Mohan. Koryto je místy napřímeno a okolní údolí je chráněno valy před záplavami. Šířka koryta je 200 až 500 m.
- Střední Rýn (Mittelrhein) — od Bingen k Bonnu. Řeka mění svůj směr na severozápad. V úzkém a členité, údolí, jenž má místy charakter soutěsky, protíná pohoří Rheinisches Schiefergebirge. Šířka řeky u skály Loreley činí 115 m. U města Koblenz přijímá zleva Moselu a zprava Lahn.
- Dolní Rýn (Niederrhein) — od Bonnu k deltě. Pod Bonnem přijímá zprava Sieg. Před Kolínem opouští údolí a v rovině protéká průmyslovou oblastí a je značně znečištěn, zde se do něho vlévá řeka Ruhr, ta je určena jako zásobárna pitné vody a obohacuje tak Rýn o množství čisté vody. Níže se do něj rovněž zprava vlévá Lippe. Koryto je na tomto úseku napřímeno a okolí je chráněno valy. Šířka řeky je 400 až 550 m.
- Delta Rýnu — v Nizozemsku vytváří spolu s Mázou a Šeldou rozsáhlou deltu, kde se člení na tři hlavní ramena IJssel, Waal a Lek. Větší část vody teče přes Waal, potom přes novou vodní cestu (niz. Nieuwe Waterweg), kde do něj ústí řeky Máza a Hollands Diep. Poté teče do jezera Haringvliet a vlévá se do Severního moře. Lek teče souběžně s ramenem Waal o něco severněji a odděluje se od něj na sever Starý Rýn (Oude Rijn). Rameno IJssel proudí na sever do jezera IJsselmeer. Ramena se často nacházejí nad úrovní okolní krajiny a ta je chráněna vysokými hrázemi. Během 20. století byly v Nizozemsku realizovány dva rozsáhlé vodohospodářské projekty Zuiderzeewerken a Deltawerken. Zuiderzeewerken spočíval ve vytvoření umělého jezera IJsselmeer pomocí hráze Afsluitdijk a jeho následném částečném vysušení a zapoldrování, Deltawerken je systém hrází v deltě, který plní protipovodňovou ochranu podstatné části jižního Nizozemska.

## Vodní stav
Pro horní tok řeky je charakteristické zvýšení vodního stavu na jaře a v létě a pokles v zimě. Na středním a dolním toku přivádějí přítoky nejvíce vody v zimě a na jaře, vodní režim je zde složitější a řeka má mnoho vody po celý rok. Ramena delty jsou vystaveny vlivu mořského přílivu, který nastává dvakrát za 24 hodin a zvedá hladinu řeky o 1,5 až 2 m. Průměrný průtok činí
- 228 m³/s při vtoku do Bodamského jezera (Alpský Rýn)
- 360 m³/s při výtoku z Bodamského jezera
- 420 m³/s nad soutokem s Aare
- 1030 m³/s u Basileje
- 2500 m³/s před rozdělením na ramena delty.

Celkově řeka dodá do moře 79 km³ vody za rok. Maximální průtok poblíž ústí může dosahovat 11 000 m³/s. Řeka zamrzá jen ve velmi chladných zimách přibližně na jeden měsíc.

## Využití

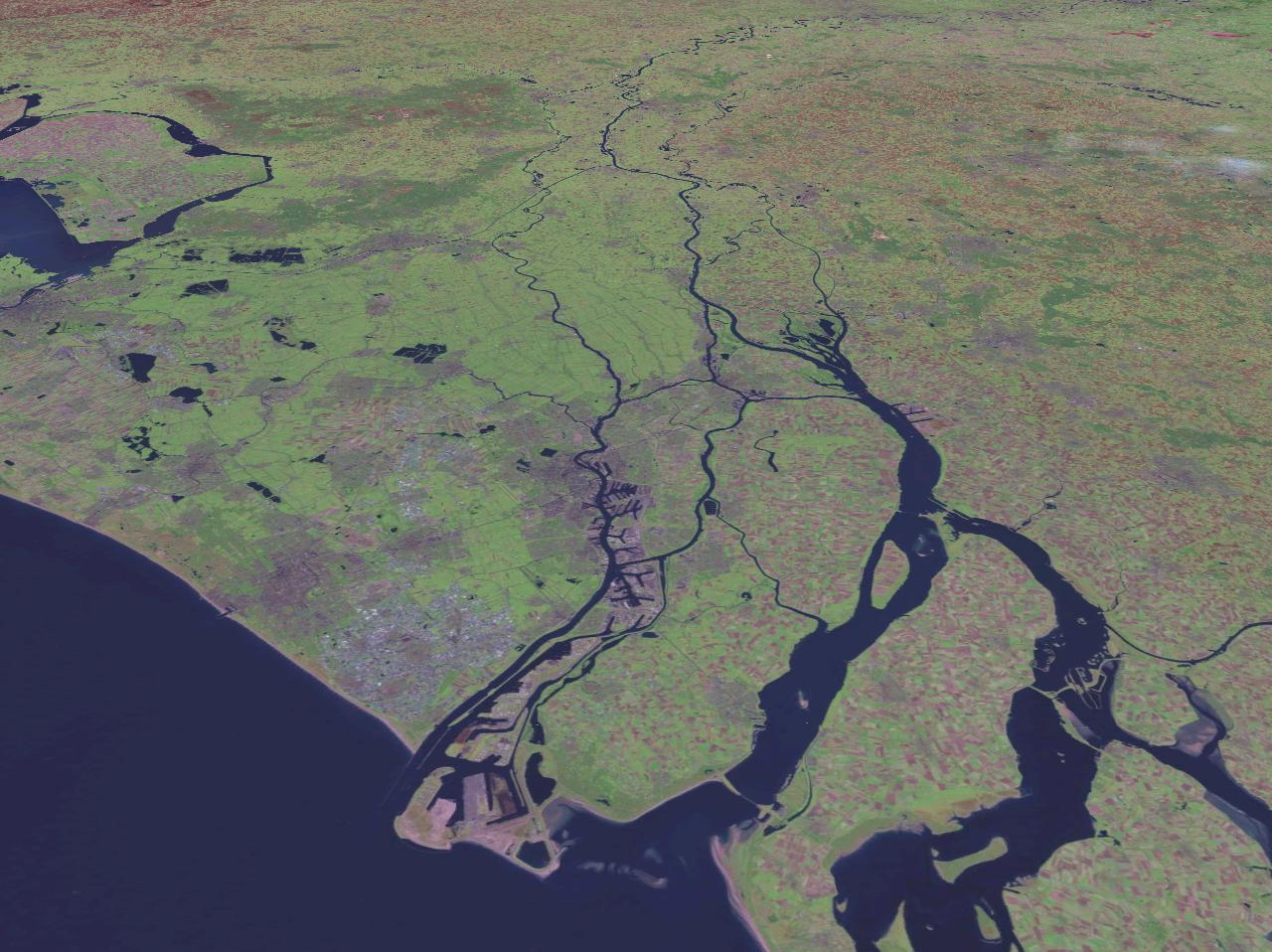
Delta Rýna

Na řece je široce rozvinutá vodní doprava i díky tomu, že má dostatek vody po celý rok. Je to nejdůležitější mezinárodní vodní cesta Západní Evropy. Pravidelná lodní doprava je provozována do Basileje, který leží 886 km od ústí, pro menší lodě až do Laufenburgu a také po Bodamském jezeře. Řeka je spojena kanály s Dunajem, Rhônou, Marnou, Vezerou, Labem a Emží. Vodní doprava je možná také na přítocích Neckaru, Mohanu, Lahnu, Mosele, Ruhru. Celková délka vodních cest v povodí řeky činí 3000 km. Největší přístavy na řece jsou Rotterdam s vnějším přístavem Hoek van Holland (Nizozemsko), Duisburg-Ruhrort, Kolín nad Rýnem, Mohuč, Ludwigshafen, Mannheim (Německo), Štrasburk (Francie), Basilej (Švýcarsko).
Vodní energii z řeky a jejich přítoků využívá Německo, Švýcarsko a Francie. Byla vybudována kaskáda jedenácti vodních elektráren nad Basilejí a osmi (Kembs, Štrasburg) na kanále Rýn-Rhôna.

## Historie
Spolu s Dunajem tvořil většinu severní hranice Římské říše (podél řeky existovaly Dolnogermánský limes a Hornogermánský limes), od té doby se začal používat jako důležitá vodní cesta hluboko do vnitrozemí.
V moderní historii bylo Porýní dějištěm střetů mezi Německem a Francií. Po první světové válce například byla Rýnským garančním aktem podél jeho toku ustanovena hranice mezi oběma státy. Údolí horního Středního Rýnu bylo v roce 2002 zapsáno na seznam světového kulturního dědictví UNESCO.